# Немеза (звезда)
Немеза је звезда која још увек није откривена, али има веома важну улогу у научним теоријама, посебно у вези са еволуцијом живог света (између осталог и изумирањем диносауруса). Њено постојање су претпоставили физичар Ричард Милер и сарадници.
Теорија гласи да је немеза заправо звезда која је пратилац нашег Сунца, односно да се креће око Сунца на растојању од око 2,8 светлосних година и да се на сваких 26 милиона година приближава Земљи. Тада она ремети кометни облик који окружује Сунчев систем и те комете падају на Земљу. Након пада комете настајао би ефекат „нуклеарне зиме“. Велика количина океанске воде повукла би се у близину полова у виду ледених капа. Снижавање нивоа светског мора за само 10 m убрзало би Земљину ротацију довољно да се њен динамо „искључи“. Земља није сталан магнет, већ се њено магнетско поље ствара струјом која настаје обртањем наелектрисаног усијаног језгра. Након „искључења“, динамо-машина унутар Земље, поново би успоставила поље са 50% шансе да то буде у супротном смеру. Ово је у складу са теоријом Дејвида Ропа да се промене магнетних полова Земље јављају периодично сваких 30 милиона година.
Ова теорија говори о Сунцу (и Немези) као о двојној звезди (и тиме захтева ревизију постојеће теорије о настанку Сунчевог система). Теорија је објављена у научном часопису „Science“ уз напомену аутора: „Уколико се и када се, ова звезда открије, предлажемо да јој се да име Немеза, по грчкој богињи која неумољиво прогони оне који су преко мере богати, горди и моћни.“